# 구의로
구의로(Guui-ro, 九宜路)는 서울특별시 광진구 구의동 KT광진지사에서 구의시장 교차로 사이를 잇는 도로이다. 총연장은 770m이다.